# فاسدري
نهر فاسدري (بالفرنسية: Vesdre)‏ هو نهر في شرق بلجيكا يقع في مقاطعة لييج ، يبلغ إجمالي طول النهر حوالي 64 كيلومتر (40 ميل) ويعتبر أحد روافد نهر أورث (Ourthe). ينبع نهر فاسدري بالقرب من الحدود مع ألمانيا قريبا من مدينة مونشاو . يتدفق عبر بحيرة اصطناعية ( وهي بحيرة أويبن ) ، ثم عبر المدن البلجيكية : يوبين (Eupen) فيرفيوس ( Verviers) و بيبينستير(Pepinster) و شادفانتين (Chaudfontaine).
مياه نهر فاسدري لها درجة حموضة عالية (بسبب قرب مستنقعات Hautes Fagnes) ، مما جعلها مناسبة جدًا لصناعة المنسوجات التي ازدهرت في مدينة فيرفيوس الواقعة قرب النهر. في الوقت الحاضر يتم استخدام مياه النهر بشكل رئيسي كمياه للشرب.